# FC Ruggell
Der FC Ruggell (Fussball Club Ruggell) ist ein Fussballverein der Gemeinde Ruggell in Liechtenstein. Der 1958 gegründete Verein hat 225 Mitglieder, die Vereinsfarben sind Grün und Weiss.

## Geschichte
Der FC Ruggell war bis 2008 der einzige Liechtensteiner Fussballverein mit einem eigenen Frauenteam. Dieses war recht erfolgreich und nahm zeitweise sogar am Spielbetrieb der Schweizer Nationalliga A teil. Nach dem Abstieg 2006 spielte die Mannschaft zwei Jahre in der Nationalliga B, wo ihr in der Saison 2007/2008 der sportliche Wiederaufstieg in die höchste Spielklasse gelang. Jedoch zog der Verein das Frauenteam aus finanziellen Gründen vom Spielbetrieb zurück.
Die Herrenmannschaft spielt momentan in der sechstklassigen  2. Liga in der Schweiz. Der Verein erreichte sieben Mal, zuletzt 2019, das Finale um den Liechtensteiner Fussballpokal, konnte den Wettbewerb aber bislang noch nie gewinnen.

## Stadion
Der Verein trägt seine Heimspiele auf dem Hauptfeld des Freizeitpark Widaus aus. Dieses hat eine Kapazität von 1.000 Plätzen und ist seit 2019 im neuen Nationalmannschaftszentrum des Liechtensteiner Fussballverbands integriert, welches aus drei weiteren Spielfeldern besteht.

## Bisherige Präsidenten
| - 1958–1959 Willi Öhri - 1959–1962 Franz Büchel - 1962–1964 Arnold Heeb - 1964–1966 Alwin Oehry - 1966–1967 Wilfried Büchel | - 1967–1968 Donat Büchel - 1968–1971 Rudolf Hoop - 1971–1974 Norbert Heeb - 1974–1976 Peter Biedermann - 1976–1978 Viktor Büchel | - 1978–1982 Norbert Heeb - 1982–1984 Oskar Büchel - 1984–1986 Werner Näff - 1986–1988 Alwin Oehry - 1988–1990 Erich Schneider | - 1990–1995 Norbert Heeb - 1995–2004 Hansjörg Goop - 2005–2008 Sandro Cudazzo - 2008–2014 Erich Büchel - 2014–0000 Andreas Kollmann |